# Blacus antennalis
Blacus antennalis är en stekelart som beskrevs av Van Achterberg 1988. Blacus antennalis ingår i släktet Blacus och familjen bracksteklar. Inga underarter finns listade.